# ISO 9241
ISO 9241 — один зі стандартів ISO. Стандарт складається з декількох частин, покриваючи багато аспектів взаємодії людини з комп'ютером. Раніше мав назву «Ергономічні вимоги при виконанні офісних робіт з використанням відеодисплейних терміналів (ВДТ)», однак, надалі Міжнародна організація зі стандартизації замінила його назву загальнішою: «Ергономіка людино-машинної взаємодії». Перейменування дозволило значно розширити цільову спрямованість стандарту, включивши до нього багато нових аспектів. Після перенумерування і структуризації стандарт включив такі серії стандартів:
- Серія 100: Ергономіка програмного забезпечення
- Серія 200: Способи людино-машинної взаємодії
- Серія 300: Дисплеї та пов'язане обладнання
- Серія 400: Пристрої введення і їх ергономічні властивості
- Серія 500: Ергономіка робочого місця
- Серія 600: Ергономіка системного ландшафту
- Серія 700: Зали керування — прикладний аспект
- Серія 900: Тактильна взаємодія

## ISO-9241-302, 303, 305, 307:2008 биті пікселі
У цьому стандарті представлено три класи вимірювання дефектів пікселів у рідкокристалічних моніторах:
- Панелі класу 0: повністю без дефектів, включно з відсутністю битих пікселів і субпікселів.
- Панелі класу 1 допускають будь-який або всі види дефектів:
  - 1 постійно яскравий («білий») піксель;
  - 1 постійно вимкнений («чорний») піксель;
  - 2 одиничних яскравих або темних субпікселі;
  - від 3 до 5 «білих» або «чорних» субпікселів (залежить від числа кожного).
- Панелі класу 2 допускають будь-який або всі види дефектів:
  - 2 повністю світлих;
  - 2 повністю темних;
  - 5-10 одиничних або подвійних світлих або темних субпікселів (знову, залежить від числа кожного; дозволено не більше 5 яскравих («білих») субпікселів).
- Панелі класу 3 допускають будь-який або всі види дефектів:
  - 5 повністю світлих пікселів;
  - 15 повністю темних пікселів;
  - 50 одиничних або подвійних субпікселів.

(допустимі дефекти пікселів на 1 млн в TFT/LCD матриці)